# Grimonviller
 Grimonviller  es una población y comuna francesa, en la región de Lorena, departamento de Meurthe y Mosela, en el distrito de Toul y cantón de Colombey-les-Belles.

## Demografía
| 125 | 117 | 102 | 81 | 82 | 82 |
| Para los censos de 1962 a 1999 la población legal corresponde a la población sin duplicidades (Fuente: INSEE [Consultar]) |     |     |    |    |    |